# Wildschönauer Ache

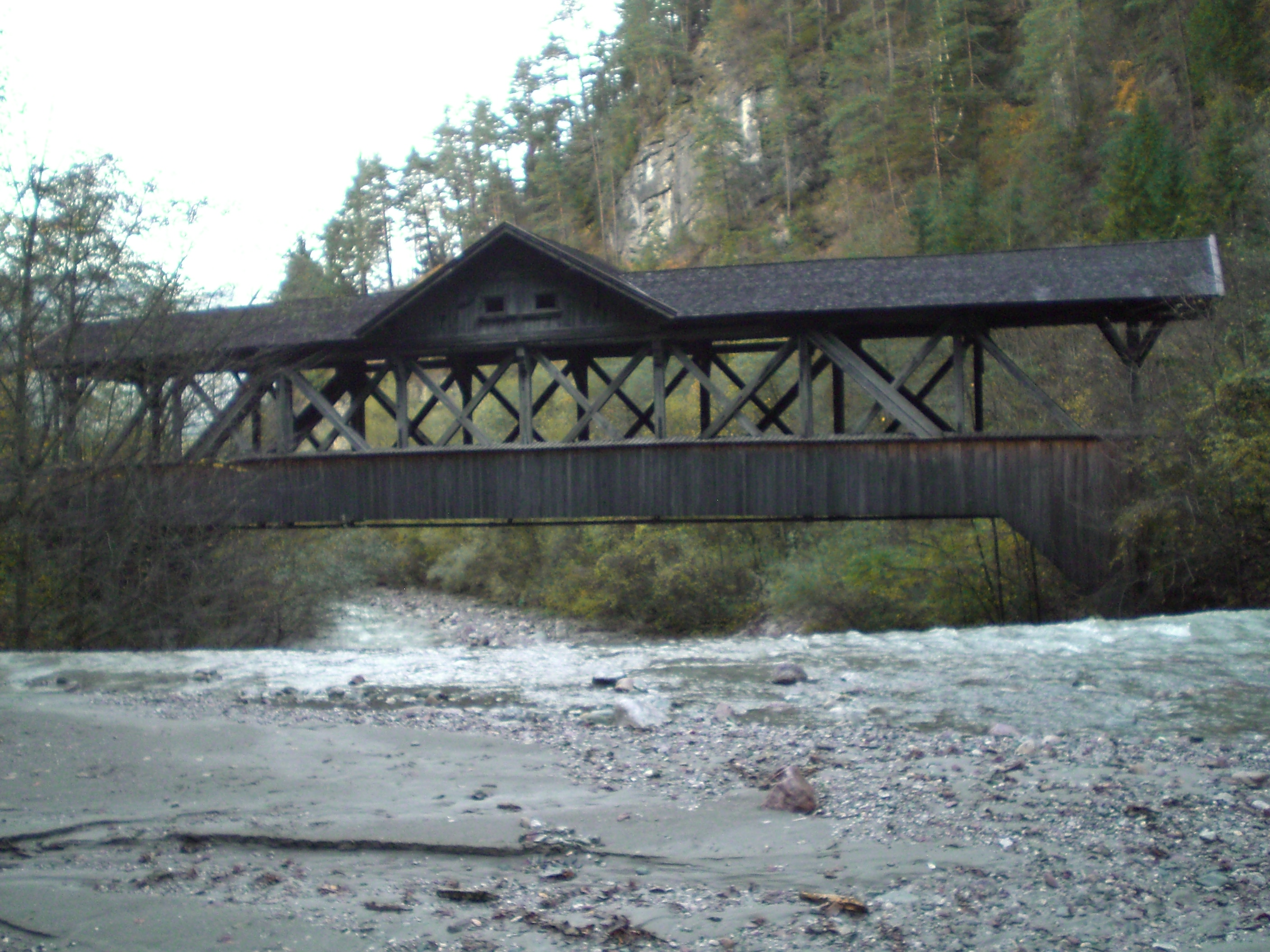
Wildschönauer Ache

De Wildschönauer Ache is een rechterzijrivier van de Inn in de Oostenrijkse deelstaat Tirol. De rivier ontspringt in de Kitzbüheler Alpen en stroomt vervolgens door het Wildschönauer Tal dat zich in de gemeente Wildschönau bevindt. De rivier stroomt door de rotskloof Kundler Klamm om bij Kundl in de Inn uit te monden.
Wetenschappelijk onderzoek heeft uitgewezen dat de rivier in de oertijd een ander verloop kende. Toen heeft de rivier zich via Oberau en Niederau een uitweg naar Wörgl gezocht. Omdat het water toen nog geen uitweg had in de richting van Kundl, kon het in de Wildschönau op een hoogte van ongeveer 910 meter een meer vormen ter grootte van het Achenmeer. Toen de rivier eenmaal de kalkrots bij Kundl had doorbroken en zo de Kundler Klamm was ontstaan, kon het meer leeglopen. Inmiddels heeft de rivier een diepe doorgang geslepen door de bodem van het voormalige meer.
Volgens een in de regio veel vertelde legende zou in het voormalige meer een verschrikkelijke draak hebben geleefd. Een boer zou het dier met behulp van een list hebben gedood, waarna het monster in zijn doodsstrijd met zijn staart en zijn klauwen een gat zou hebben geslagen in de bergen. Zo zou de Kundler Klamm zijn ontstaan, waarna het meer zou zijn leeggestroomd.
- Virtual International Authority File: 311189225